# Piasa Kulon
Piasa Kulon is een bestuurslaag in het regentschap Banyumas van de provincie Midden-Java, Indonesië. Piasa Kulon telt 2687 inwoners (volkstelling 2010).